# أرمين جيجوفيتش
أرمين جيجوفيتش (مواليد 6 أبريل 2002) هو لاعب كرة قدم سويدي يلعب في مركز خط الوسط في نادي ميتييلاند.

## روابط خارجية
- أرمين جيجوفيتش على موقع الاتحاد الأوربي (الإنجليزية)
- أرمين جيجوفيتش على موقع اتحاد السويد (السويدية)
- أرمين جيجوفيتش على موقع إي إس بي إن إف سي (الإنجليزية)
- أرمين جيجوفيتش على موقع قاعدة بيانات كرة القدم.إي يو (الإنجليزية)
- أرمين جيجوفيتش على موقع بيانات كرة القدم. دي إي (الألمانية)
- أرمين جيجوفيتش على موقع ناشيونال فوتبول تيمز (الإنجليزية)
- أرمين جيجوفيتش على موقع Soccerbase.com (لاعب) (الإنجليزية)
- أرمين جيجوفيتش على موقع Soccerway.com (الإنجليزية)
- أرمين جيجوفيتش على موقع عالم كرة القدم.نت (الإنجليزية)